# Michael Sars

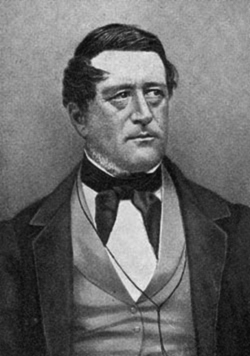

Michael Sars (Bergen, 30 de agosto de 1805 - 22 de outubro de 1869) foi um teólogo e biólogo norueguês.
Michael Sars foi um dos últimos grandes zoólogos descritivos que catalogou com sucesso organismos de todos os grandes grupos animais. Sars também descreveu fósseis de várias camadas de fósseis na Noruega e parece ter sido profundamente interessado em todos os tipos de outras questões. O Parlamento da Noruega pediu para que ele fizesse pesquisas sobre os peixes mas comuns pescados no país, como o arenque e o bacalhau. A maioria desses estudos foram concluídos e publicados postumamente por seu filho, Georg Ossian Sars.